# Ukrainischer Fußballpokal 2013/14
Der Ukrainische Fußballpokal 2013/14 war die 23. Austragung des ukrainischen Pokalwettbewerbs der Männer. Pokalsieger wurde Dynamo Kiew. Das Team setzte sich im Finale am 15. Mai 2014 im Worskla-Stadion von Poltawa gegen Titelverteidiger Schachtar Donezk durch.

## Modus
Alle Begegnungen wurden in einem Spiel ausgetragen. Bei unentschiedenem Ausgang wurde zur Ermittlung des Siegers eine Verlängerung gespielt. Stand danach kein Sieger fest, folgte ein Elfmeterschießen. Unterklassige Mannschaften hatten Heimrecht.
Da beide Finalisten bereits über die Liga für die Champions League qualifiziert waren, ging der Startplatz für die Europa League an den Liganächsten.

## Teilnehmende Teams
| Premjer-Liha (16) | Perscha Liha (15) | Druha Liha (18) | Amateur-Pokal (2)                         |
| --- | --- | --- | ----------------------------------------- |
| - Arsenal Kiew - Dnipro Dnipropetrowsk - Dynamo Kiew - Howerla Uschhorod - Illitschiwez Mariupol - Karpaty Lwiw - Metalist Charkiw - Metalurh Donezk - Metalurh Saporischschja - Schachtar Donezk - PFK Sewastopol - Sorja Luhansk - Tawrija Simferopol - Tschornomorez Odessa - Wolyn Luzk - Worskla Poltawa | - Desna Tschernihiw - Awanhard Kramatorsk - FSK Bukowina Czernowitz - Helios Charkiw - MFK Mykolajiw - Naftowyk-Ukrnafta Ochtyrka - Nywa Ternopil - PFK Oleksandrija - Olympik Donezk - FK Poltawa - Sirka Kirowohrad - Stal Altschewsk - FK Sumy - Tytan Armjansk - UkrAhroKom Holowkiwka | - Arsenal-Kujiwschtschyna Bila Zerkwa - Dynamo Chmelnyzkyj - Enerhija Mykolajiw - Enerhija Nowa Kachowka - Hirnyk Krywyj Rih - Hirnyk-Sport Komsomolsk - FK Karliwka - Kremin Krementschuk - Krystal Cherson - FK Makijiwwuhillja - FK Mur Hornostajiwka - Obolon-Browar Kiew - Real-Pharm Owidiopol - Schachtar Swerdlowsk - FK Skala Stryj - FK Ternopil - Slawutytsch Tscherkassy - Stal Dniprodserschynsk | - Nowe Schyttja Andrijiwka - ODEK Orschiw |

## 1. Qualifikationsrunde
Teilnehmer: 4 Drittligisten und die beiden Finalisten des Amateur-Pokals.
| Datum      |                               | Ergebnis  |                          |
| ---------- | ----------------------------- | --------- | ------------------------ |
| 24.07.2013 | ODEK Orschiw (Am)             | 0:3       | Enerhija Mykolajiw (III) |
| 24.07.2013 | Nowe Schyttja Andrijiwka (Am) | 0:1 n. V. | Obolon-Browar Kiew (III) |
| 24.07.2013 | FK Karliwka (III)             | 4:0       | FK Makijiwwuhillja (III) |

## 2. Qualifikationsrunde
Teilnehmer: Die 3 Sieger der 1. Qualifikationsrunde, die 15 Zweitligisten und 14 weitere Drittligisten.
| Datum      |                                           | Ergebnis              |                                 |
| ---------- | ----------------------------------------- | --------------------- | ------------------------------- |
| 07.08.2013 | Sirka Kirowohrad (II)                     | 2:1 n. V.             | Stal Altschewsk (II)            |
| 07.08.2013 | UkrAhroKom Holowkiwka (II)                | 1:0                   | Naftowyk-Ukrnafta Ochtyrka (II) |
| 07.08.2013 | Schachtar Swerdlowsk (III)                | 4:0                   | Krystal Cherson (III)           |
| 07.08.2013 | Real-Pharm Owidiopol (III)                | 2:3 n. V.             | Slawutytsch Tscherkassy (III)   |
| 07.08.2013 | Olympik Donezk (II)                       | 0:0 n. V. (3:5 i. E.) | PFK Oleksandrija (II)           |
| 07.08.2013 | Hirnyk-Sport Komsomolsk (III)             | 1:2                   | Enerhija Mykolajiw (III)        |
| 07.08.2013 | FK Karliwka (III)                         | 2:4                   | Hirnyk Krywyj Rih (III)         |
| 07.08.2013 | Dynamo Chmelnyzkyj (III)                  | 0:2                   | Awanhard Kramatorsk (II)        |
| 07.08.2013 | Obolon-Browar Kiew (III)                  | 1:1 n. V. (2:4 i. E.) | FK Mur Hornostajiwka (III)      |
| 07.08.2013 | FK Sumy (II)                              | 0:1                   | FSK Bukowina Czernowitz (II)    |
| 07.08.2013 | Stal Dniprodserschynsk (III)              | 1:0                   | Helios Charkiw (II)             |
| 07.08.2013 | FK Skala Stryj (III)                      | 0:3                   | FK Poltawa (II)                 |
| 07.08.2013 | MFK Mykolajiw (II)                        | 3:2 n. V.             | Tytan Armjansk (II)             |
| 07.08.2013 | Kremin Krementschuk (III)                 | 0:1                   | Nywa Ternopil (II)              |
| 07.08.2013 | Enerhija Nowa Kachowka (III)              | 1:2                   | Desna Tschernihiw (II)          |
| 07.08.2013 | Arsenal-Kujiwschtschyna Bila Zerkwa (III) | 0:1                   | FK Ternopil (III)               |

## 1. Runde
Teilnehmer: Die 16 Sieger der 2. Qualifikationsrunde und die 16 Erstligisten.
| Datum      |                               | Ergebnis  |                             |
| ---------- | ----------------------------- | --------- | --------------------------- |
| 25.09.2013 | Schachtar Swerdlowsk (III)    | 3:1       | FK Mur Hornostajiwka (III)  |
| 25.09.2013 | MFK Mykolajiw (II)            | 2:1 n. V. | Sirka Kirowohrad (II)       |
| 25.09.2013 | Hirnyk Krywyj Rih (III)       | 1:2 n. V. | Desna Tschernihiw (II)      |
| 25.09.2013 | Stal Dniprodserschynsk (III)  | 1:2       | Metalurh Saporischschja (I) |
| 25.09.2013 | Howerla Uschhorod (I)         | 0:1       | Arsenal Kiew (I)            |
| 25.09.2013 | Enerhija Mykolajiw (III)      | 0:4       | Tschornomorez Odessa (I)    |
| 25.09.2013 | FSK Bukowina Czernowitz (II)  | 0:2       | Dnipro Dnipropetrowsk (I)   |
| 25.09.2013 | Awanhard Kramatorsk (II)      | 3:1 n. V. | Sorja Luhansk (I)           |
| 25.09.2013 | Slawutytsch Tscherkassy (III) | 3:1       | Tawrija Simferopol (I)      |
| 25.09.2013 | FK Ternopil (III)             | 4:3 n. V. | FK Poltawa (II)             |
| 25.09.2013 | PFK Oleksandrija (II)         | 1:4 n. V. | Metalist Charkiw (I)        |
| 25.09.2013 | Worskla Poltawa (I)           | 1:2 n. V. | Wolyn Luzk (I)              |
| 25.09.2013 | Dynamo Kiew (I)               | 3:2       | Metalurh Donezk (I)         |
| 25.09.2013 | Illitschiwez Mariupol (I)     | 0:3       | Schachtar Donezk (I)        |
| 25.09.2013 | Karpaty Lwiw (I)              | 1:0       | PFK Sewastopol (I)          |
| 26.09.2013 | Nywa Ternopil (II)            | 3:0       | UkrAhroKom Holowkiwka (II)  |

## Achtelfinale
Teilnehmer: Die 16 Sieger der 1. Runde.
| Datum      |                               | Ergebnis              |                             |
| ---------- | ----------------------------- | --------------------- | --------------------------- |
| 29.10.2013 | MFK Mykolajiw (II)            | 0:3                   | Schachtar Donezk (I)        |
| 29.10.2013 | Nywa Ternopil (II)            | 0kampflos 1           | Arsenal Kiew (I)            |
| 30.10.2013 | Schachtar Swerdlowsk (III)    | 0:4                   | Dynamo Kiew (I)             |
| 30.10.2013 | Desna Tschernihiw (II)        | 1:1 n. V. (5:4 i. E.) | Metalurh Saporischschja (I) |
| 30.10.2013 | Slawutytsch Tscherkassy (III) | 1:0                   | Awanhard Kramatorsk (II)    |
| 30.10.2013 | FK Ternopil (III)             | 1:1 n. V. (3:1 i. E.) | Worskla Poltawa (I)         |
| 30.10.2013 | Tschornomorez Odessa (I)      | 0kampflos 2           | Dnipro Dnipropetrowsk (I)   |
| 30.10.2013 | Karpaty Lwiw (I)              | 0:2                   | Metalist Charkiw (I)        |

## Viertelfinale
| Datum      |                               | Ergebnis              |                          |
| ---------- | ----------------------------- | --------------------- | ------------------------ |
| 26.03.2014 | Desna Tschernihiw (II)        | 0:2                   | Schachtar Donezk (I)     |
| 26.03.2014 | Slawutytsch Tscherkassy (III) | 1:1 n. V. (4:3 i. E.) | Nywa Ternopil (II)       |
| 26.03.2014 | FK Ternopil (III)             | 0:1                   | Tschornomorez Odessa (I) |
| 26.03.2014 | Metalist Charkiw (I)          | 2:3                   | Dynamo Kiew (I)          |

## Halbfinale
| Datum      |                               | Ergebnis  |                          |
| ---------- | ----------------------------- | --------- | ------------------------ |
| 07.05.2014 | Slawutytsch Tscherkassy (III) | 0:3 n. V. | Schachtar Donezk (I)     |
| 07.05.2014 | Dynamo Kiew (I)               | 4:0       | Tschornomorez Odessa (I) |

## Finale
| Paarung          | Dynamo Kiew – Schachtar Donezk |
| Ergebnis         | 2:1 (2:0) |
| Datum            | 15. Mai 2014 |
| Stadion          | Worskla-Stadion, Poltawa |
| Zuschauer        | 9.700 |
| Schiedsrichter   | Jurij Moscharowskyj |
| Tore             | 1:0 Oleksandr Kutscher (40., Eigentor) 2:0 Domagoj Vida (43.) 2:1 Douglas Costa (57.) |
| Dynamo Kiew      | Oleksandr Schowkowskyj – Danilo Silva, Aleksandar Dragović, Domagoj Vida, Jewhenij Makarenko – Miguel Veloso, Denys Harmasch (89. Wladislaw Kalitwinzew), Andrij Jarmolenko, Younès Belhanda (85. Serhij Sydortschuk) – Jeremain Lens (71. Ognjen Vukojević), Dieumerci Mbokani Cheftrainer: Serhij Rebrow |
| Schachtar Donezk | Andrij Pjatow – Darijo Srna (79. Serhij Krywzow), Oleksandr Kutscher, Jaroslaw Rakyzkyj, Wjatscheslaw Schewtschuk – Taras Stepanenko, Fred, Douglas Costa, Alex Teixeira – Bernard (69. Eduardo), Luiz Adriano Cheftrainer: Mircea Lucescu ( Rumänien)                                                     |
| Gelbe Karten     | Dieumerci Mbokani, Andrij Jarmolenko, Ognjen Vukojević, Aleksander Dragović – Darijo Srna, Luiz Adriano, Fred |
| Platzverweise    | Andrij Jarmolenko (90.+4') – Jaroslaw Rakyzkyj (90.+4') |